# Лібія чорнокрила
Лібія чорнокрила (Lybius melanopterus) — вид дятлоподібних птахів родини лібійних (Lybiidae).

## Поширення
Вид поширений в Східній Африці. Трапляється на півдні Сомалі, сході Кенії, Танзанії та Малаві, на півночі Мозамбіку. Живе у галерейних лісах, узліссях, на плантаціях.

## Опис
Дрібний птах, завдовжки 18 см, вагою 53 г. Це пухкий птах, з короткою шиєю, великою головою і коротким хвостом. Голова червоного кольору з коричневою потилицею. Спина, крила, хвіст та груди чорно-коричневі. Крижі та живіт білі.

## Спосіб життя
Трапляється групами з 2-7 птахів. Живиться комахами і плодами. Гніздиться у дуплах дерев. Відкладає два-чотири яйця.